# Kuzunqışlaq
Kuzunqışlaq är en ort i Azerbajdzjan.   Den ligger i distriktet Qusar Rayonu, i den nordöstra delen av landet, 160 km nordväst om huvudstaden Baku. Kuzunqışlaq ligger 252 meter över havet och antalet invånare är 1 052.
Terrängen runt Kuzunqışlaq är lite kuperad. Runt Kuzunqışlaq är det ganska glesbefolkat, med 48 invånare per kvadratkilometer.. Närmaste större samhälle är Xaçmaz, 15,8 km öster om Kuzunqışlaq.
Trakten runt Kuzunqışlaq består till största delen av jordbruksmark.